# Alpes de Vaud
Os Alpes de Vaud (em italiano:  Alpi di Vaud) é um maciço montanhoso que faz parte dos Alpes Ocidentais na sua secção dos Alpes Berneses e se encontram principalmente no  Cantão de Vaud, mas também no  Cantão do Valais, e no Cantão de Berna na Suíça. O ponto mais alto são  Les Diablerets com 3.210 m.

## Situação
A Norte o País de Vaud, a Leste os Alpes Berneses em sentido restrito, a Sul os Alpes do Grande Combin, a Sudeste os Alpes do Monte Branco, e a Oeste os Pré-Alpes do Giffre, e todos estão separados uns dos outros pelo Rio Ródano.
À sua volta encontra-se o Martigny, o Rio Ródano, o Colo da Cruz, o Colo do Pillon, Gsteig, e o Colo de Sanetsch.

## SOIUSA
A Subdivisão Orográfica Internacional Unificada do Sistema Alpino (SOIUSA) criada em 2005, dividiu os Alpes em duas grandes partes:Alpes Ocidentais e Alpes Orientais, separados pela linha formada pelo  Rio Reno - Passo de Spluga - Lago de Como - Lago de Lecco.
O conjunto dos Alpes Uraneses, dos Alpes de Berna, e dos Alpes de Vaud, formam os Alpes Berneses

### Classificação  SOIUSA
Segundo a SOIUSA este acidente orográfico é uma Sub-secção alpina  com as seguintes características
- Parte = Alpes Ocidentais
- Grande sector alpino = Alpes Ocidentais-Norte
- Secção alpina = Alpes Berneses
- Sub-secção alpina =  Alpes Uraneses
- Código = I/B-12.III

## Imagens

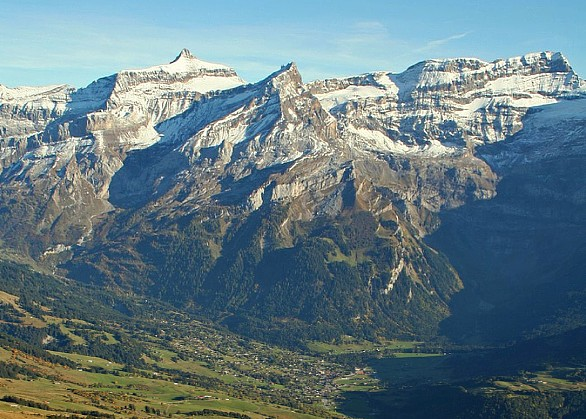
Les Diablerets